# فریدریش کروپ گرمانیاورفت
فردریش کروپ گرمانیاورفت (به آلمانی: Friedrich Krupp Germaniawerft) نام یک شرکت کشتی‌سازی در آلمان است که در نزدیکی بندرگاه کیل واقع شده و یکی از بزرگترین و مهم‌ترین سازندگان او-بوت برای نیروی دریایی امپراتوری آلمان در جنگ جهانی اول و برای کریگس‌مارینه در جنگ جهانی دوم بود. این شرکت بسیار علاقه‌مند به ساخت کشتی جنگی بود و در زمان پیش از جنگ بزرگ تعدادی کشتی برای کریگس‌مارینه ساخت از جمله اس‌ام‌اس پازن، اس‌ام‌اس ساچسن (۱۸۷۷) اس‌ام‌اس کرونپرینز ویلهلم و اس‌ام‌اس پرینزریگرت لویتپولد.پس از جنگ این شرکت به تولید قایق بادبانی و حمل‌ونقل پرداخت.

## کشتی‌های ساخته‌شده (بصورت گلچین)
کشتی جنگی
- اس‌ام‌اس وورث (۱۸۹۰)
- اس‌ام‌اس زاهرینجن (۱۸۹۹)
- اس‌ام‌اس براونشوایگ (۱۹۰۱)
- اس‌ام‌اس هسن (۱۹۰۲)
- اس‌ام‌اس پازن (۱۹۰۷)
- نبردناو کلاس بایرن (۱۹۱۴)

زیردریایی (یوبوت)
- زیردریایی فورل
- اس‌ام یو-۱ (آلمان)
- اس‌ام یو-۵ (آلمان)
- اس‌ام یو-۱۶ (آلمان)
- اس‌ام یو-۲۳ (آلمان)
- زیردریایی تیپ یو ۳۱ آلمان
- اس‌ام یو-۵۱
- اس‌ام یو-۶۳ (آلمان)
- زیردریایی تیپ یو ۶۶ آلمان
- زیردریایی تیپ یو ۸۱ آلمان
- زیردریایی تیپ یو ۱۳۹
- اس‌ام یو-۱۴۲
- زیردریایی تیپ ۲